# Liceo ginnasio statale Arnaldo
Il liceo ginnasio statale Arnaldo è il liceo classico della città di Brescia, con sede presso palazzo Poncarali Oldofredi, in corso Magenta 56. Attivo fin dal 1797, è intitolato ad Arnaldo da Brescia.

## Storia del liceo

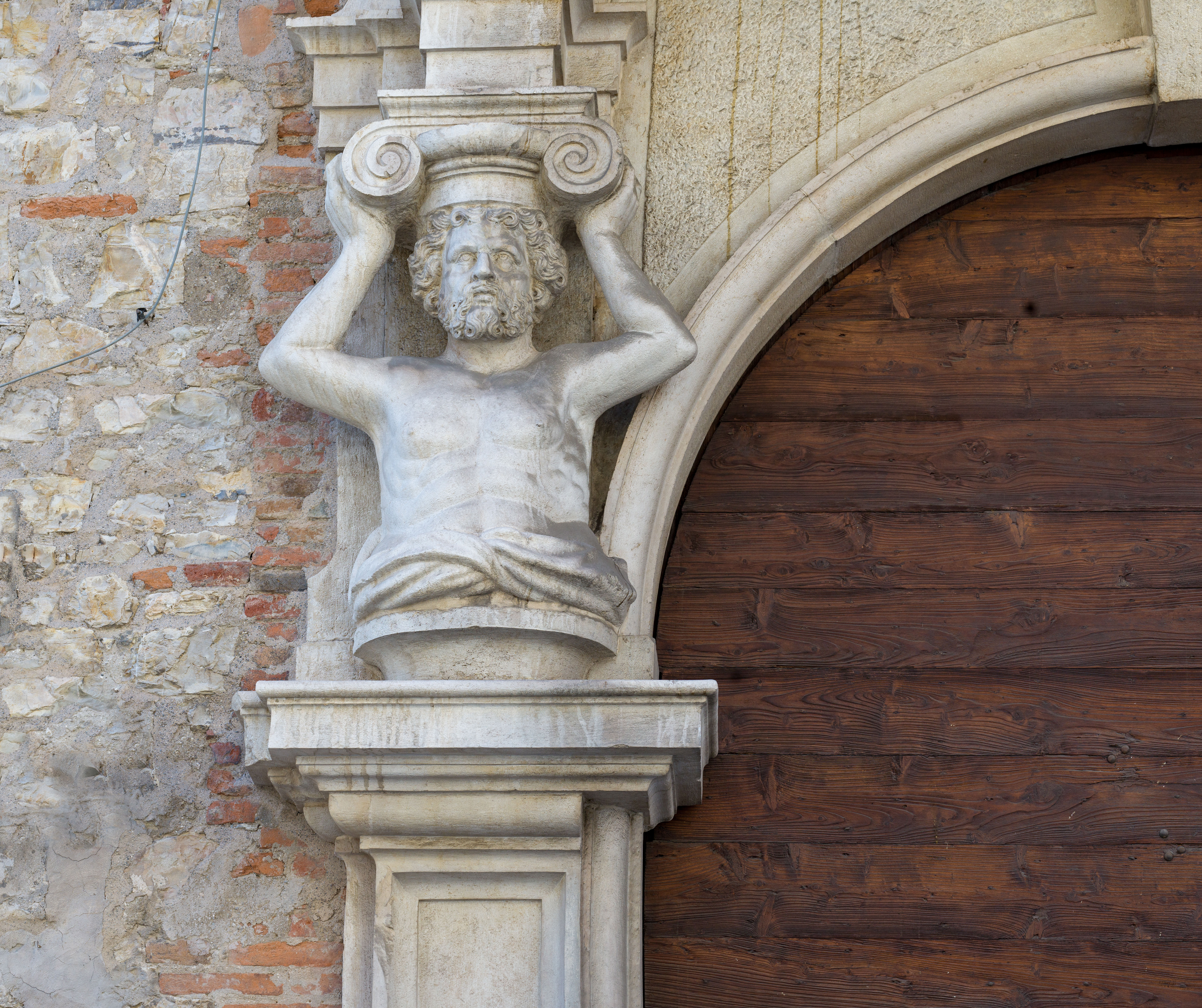
Telamone all'ingresso del Liceo Arnaldo

La fondazione del liceo Arnaldo risale al settembre 1797, durante il breve periodo della repubblica bresciana. La denominazione dell'istituto, all'epoca, era quella di "Ginnasio"; in seguito fu cambiata in "Liceo del Dipartimento del Mella", proprio quando l'istituzione repubblicana confluì nell'omonimo dipartimento della repubblica cisalpina, nel mese di novembre del 1797.
Nel corso del XIX secolo il liceo si dotò di un orto botanico, e furono sviluppati gli studi scientifici. Sotto il dominio austriaco, ossia dal 1815 fino al 1859, la denominazione mutò per breve tempo in "Imperial Regio Liceo". La dedica ad Arnaldo da Brescia, martire e religioso bresciano, avvenne solo dopo l'annessione di Brescia al regno di Sardegna, nel 1859.
La sede originaria del liceo fu, in un primo momento, l'ex convento della chiesa di San Domenico,  poi bombardato e distrutto nel corso della seconda guerra mondiale. Nel dicembre 1823 il liceo fu trasferito presso palazzo Bagnani, mentre dall'agosto 1925 la sede fu spostata a palazzo Poncarali Oldofredi. 
Ha accolto, tra gli innumerevoli alunni che lo hanno frequentato, personaggi come Giuseppe Zanardelli, Tito Speri, Camillo Golgi, Vittorio Sereni e Mino Martinazzoli; il corpo docenti ha visto tra gli altri la presenza di Rodolfo Vantini, Cesare Arici e Francesco Bonatelli.
La scuola ha inoltre apposto nel porticato interno una targa in memoria di Giulietta Banzi Bazoli, insegnante di francese al liceo, e vittima della strage di piazza della Loggia del 28 maggio 1974. 
Scavi occasionali, attuati per ampliare l’istituto, hanno rivelato la presenza di terme romane che risalirebbe alla prima età imperiale dell’antica Brixia. Forse faceva parte di un più ampio impianto che si estendeva fino all’ex chiesa di S. Barnaba, dove sono stati rinvenuti ambienti riconducibili a terme.
Inoltre, sono state scoperte numerose tombe a inumazione che hanno restituito corredi (alcuni dei quali piuttosto ricchi) comprendenti monete, anelli, bracciali e, reperto tra i più interessanti, una “applique” in lega d’argento a forma di “gorgoneion”.
Nel 2019 sono stati ultimati i lavori di restauro della facciata dell'edificio.

## Attività
Si svolgono una volta l'anno, solitamente nel mese di marzo, giornate di didattica alternativa: la cosiddetta "Schola Ludens", che consiste in lezioni tenute dagli studenti ed anche in un'autogestione, comunque con la presenza in loco dei docenti e del personale ATA. Sono presenti anche altre attività extracurricolari, come il gruppo di teatro, il giornalino d'istituto "L'Eretico", in onore di Arnaldo da Brescia, ed un gruppo di lavoro ("I Giovani e la Memoria") sulla storia del XX secolo.